# Shoichiro Mukai
Shoichiro Mukai –en japonés, 向翔一郎, Mukai Shoichiro– (10 de febrero de 1996) es un deportista japonés que compite en judo.
Participó en los Juegos Olímpicos de Tokio 2020, obteniendo una medalla de plata en el equipo mixto. Ganó una medalla de plata en el Campeonato Mundial de Judo de 2019 y dos medallas en el Campeonato Asiático de Judo, plata en 2021 y bronce en 2017.

## Palmarés internacional
| Juegos Olímpicos    | Juegos Olímpicos    | Juegos Olímpicos  | Juegos Olímpicos |
| Año                 | Lugar               | Medalla           | Categoría        |
| ------------------- | ------------------- | ----------------- | ---------------- |
| 2020                | Tokio (Japón)       | Medalla de plata  | Equipo mixto     |
| Campeonato Mundial  |                     |                   |                  |
| Año                 | Lugar               | Medalla           | Categoría        |
| 2019                | Tokio (Japón)       | Medalla de plata  | –90 kg           |
| Campeonato Asiático |                     |                   |                  |
| Año                 | Lugar               | Medalla           | Categoría        |
| 2017                | Hong Kong (China)   | Medalla de bronce | –90 kg           |
| 2021                | Biskek (Kirguistán) | Medalla de plata  | –90 kg           |